# C. C. Hunter
C. C. Hunter, nome artístico de Christie Craig Hunter (Alabama, ?) é uma romancista norte-americana autora da série Shadow Falls e também escreve livros do gênero suspense.  Christie Craig é o  nome verdadeiro de C. C. Hunter.
Nasceu no estado de Alabama nos Estados Unidos e hoje mora no Texas, com seus quatro gatos resgatados, um cachorro e seu marido.
Ela escreveu livros tanto com seu nome verdadeiro quanto com seu pseudônimo.

### SérieShadow Falls
1. Born at Midnight, St. Martin's Press, 2011
2. Awake at Dawn, St. Martin's Press, 2011
3. Taken at Dusk, St. Martin's Press, 2012
4. Whispers at Moonrise, St. Martin's Press, 2012
5. Chosen at Nightfall, St. Martin's Press, 2013
6. Midnight Hour, St. Martin's Press, 2016

### SérieThe Shadow Falls: After Dark
1. Reborn, St. Martin's Press, 2014
2. Eternal, St. Martin's Press, 2014
3. Unspoken, St. Martin's Press, 2015

### Livros relacionadosShadow Falls
- "Turned at Dark," St. Martin's Press, 2011 (conto)
- Saved at Sunrise, St. Martin's Press, 2013 (novela)
- Unbreakable, St. Martin's Press, 2014 (A Shadow Falls Novella)
- Spellbinder, St. Martin's Press, 2015 (A Shadow Falls Novella)
- Almost Midnight, St. Martin's Press, 2016 (Compilação das novelas Shadow Falls; com a extra chamada Fierce)

### TrilogiaThe Mortician’s Daughter
1. One Foot In The Grave, BookEnds, 2017
2. Two Feet Under, Ever After Romance, 2018
3. Three Heartbeats Away, Independent, 2019

### Livros isolados
- This Heart of Mine, 2018
- In Another Life, 2019

### Como Christie Craig

#### Ficção
- Divorced, Desperate and Delicious, Love Spell, 2007 [3]
- Divorced, Desperate and Dating, Love Spell, 2008
- Weddings Can Be Murder, Love Spell, 2008
- Divorced, Desperate and Deceived, Dorchester, 2009
- Gotcha, Love Spell, 2009
- Shut Up and Kiss Me, Love Spell, 2010
- Don’t Mess with Texas (Only in Texas), Grand Central Publishing, 2011
- Murder, Mayhem and Mama, 2011
- Blame It on Texas, 2012

#### Ensaios
- The Everything Guide to Writing a Romance Novel, Adams Media, 2008
- Wild, Wicked & Wanton: 101 Ways to Love Like You're In a Romance Novel, Adams Media, 2010

## Ligações Externas
- «Site oficial.» (em inglês)